# Gud, som mig i kärlek kände
Gud, som mig i kärlek kände är en psalm med text skriven av en svensk författare på 1700-talet, den bearbetades senare av Johan Olof Wallin.

## Publicerad i
- 1819 års psalmbok som nr 363 under rubriken "Med avseende på särskilda personer, tider och omständigheter: Sjukdom och hälsa: För sjuka".[1]